# Franz Stypmann
Franz Stypmann (né le 14 juin 1612 à Greifswald, mort le 26 février 1650 dans la même ville) est un professeur de droit allemand.

## Biographie
Franz Stypmann est le fils de l'homme d'affaires de Greifswald Franz Stypmann et de Barbara Botters. Il va à l'école de la ville et reçoit des cours particuliers. Il étudie auprès de Joachim Völschow à l'université de Greifswald. Il se rend ensuite à Königsberg et à partir de juin 1630 à Rostock pour poursuivre ses études de droit.
En raison de l'occupation de Greifswald par les troupes impériales, ses parents le font revenir dans cette ville. Il y poursuit ses études, notamment auprès de Friedrich Gerschow. En 1633, il fait un voyage éducatif aux Pays-Bas, en Belgique et en Rhénanie. À son retour, Stypmann entre au service d'Alexander Erskein et se rend aux négociations de la paix de Prague.
En 1637, il reçoit le diplôme de licence de la faculté de droit de Greifswald. En 1639, il obtient son doctorat en droit et est nommé professeur titulaire. Nommé juge à la cour de justice de Greifswald en 1642, Stypmann épouse Ilsabe Bunsow, la fille d'un conseiller municipal de Greifswald. Après la conclusion de la paix de Westphalie, il prononce le discours académique de remerciement et de jubilé. Il s'intéresse également à la littérature hébraïque et grecque ainsi qu'aux antiquités et à la théologie.
Son ouvrage Tractatus posthumus de solariis clericorum publié en 1650 est mis à l’Index librorum prohibitorum en 1678.